# 夏马风

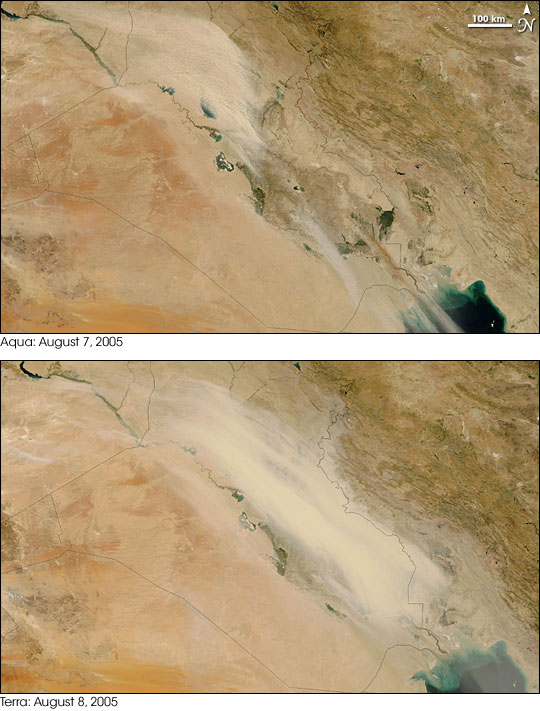
伊拉克上空的夏马风照片

夏马风（英語：shamal，直译：「北」）是一种从伊拉克、伊朗等阿拉伯半岛地区西北部吹来的风。在6月和7月活跃，白天风力强劲，夜间较弱。虽然风速常常低于每小时50公里，但基本连续不断。
夏马风亦会从约旦和叙利亚吹起沙石，导致下游地区出现沙尘暴。尤其是巴格达地区，一个月内可能会遭遇五次甚至更多。

## 历史
公元前三百年的美索不达米亚古代文明可能便已经有了对夏马风的记载。在苏美尔语泥板上，最常见的北风名为蘇美語：，意为“正常”、“规律”、“普通”等，推断该气象在当时有规律地出现。亚述-巴比伦语中的相关术语也具有类似“规律”或“杰出”的意义。
北海道大学对阿曼化石珊瑚的研究表明，约公元前2200年持续的冬季夏马风导致了灌溉农田的盐碱化，因此农作物产量大幅下降，进而引发了大范围的饥荒，最终导致了古阿卡德帝国的崩溃。
2005年8月8日，一场由夏马风引发的风暴将巴格达笼罩在沙尘中，几乎导致所有商店和公共活动关闭。风暴还使巴格达的亚尔穆克医院不堪重负，医院共接诊了超过一千名因呼吸问题而求助的患者。
2008年2月1日至4日，一场与夏马风相关的大规模沙尘暴被输送至阿拉伯海上空。该沙尘暴以大约每小时20公里的速度移动，范围一度从索马里摩加迪沙延伸至印度孟买。因泰格·伍兹正在受沙尘暴影响的迪拜沙漠参加高尔夫赛事，该沙尘暴广受媒体报道。
2022年5月，巴格达省、安巴尔省和纳杰夫省的天空因为夏马风沙尘暴变为橙色，一人死亡，五千人因呼吸问题入院。

## 类型
夏马风将直接吹袭包括伊拉克、伊朗、沙特阿拉伯和科威特在内的波斯湾国家。其也能够将底格里斯河与幼发拉底河中的沙尘卷起，并将其输送到波斯湾和阿拉伯半岛。
尽管夏马风是当地重要的气象现象，但尚无公认的定义。拉奥博士领导的研究团队将卡塔尔某站点的沙马尔事件定义为：“其平均风速在一天内至少有3小时超过8.5m/s的北-西北风。”维利尔认为，阿联酋内陆气象站点测定风速为7.5m/s的即为夏马风。阿卜迪·维什卡伊等人则主张，夏马风需满足多项条件，包括风速超过6 m/s的北风以及能见度骤降超过3 km/h。由于应用了不同的定义，不同的研究对其气候学和季节分布得出了不一致的结论。

### 夏天

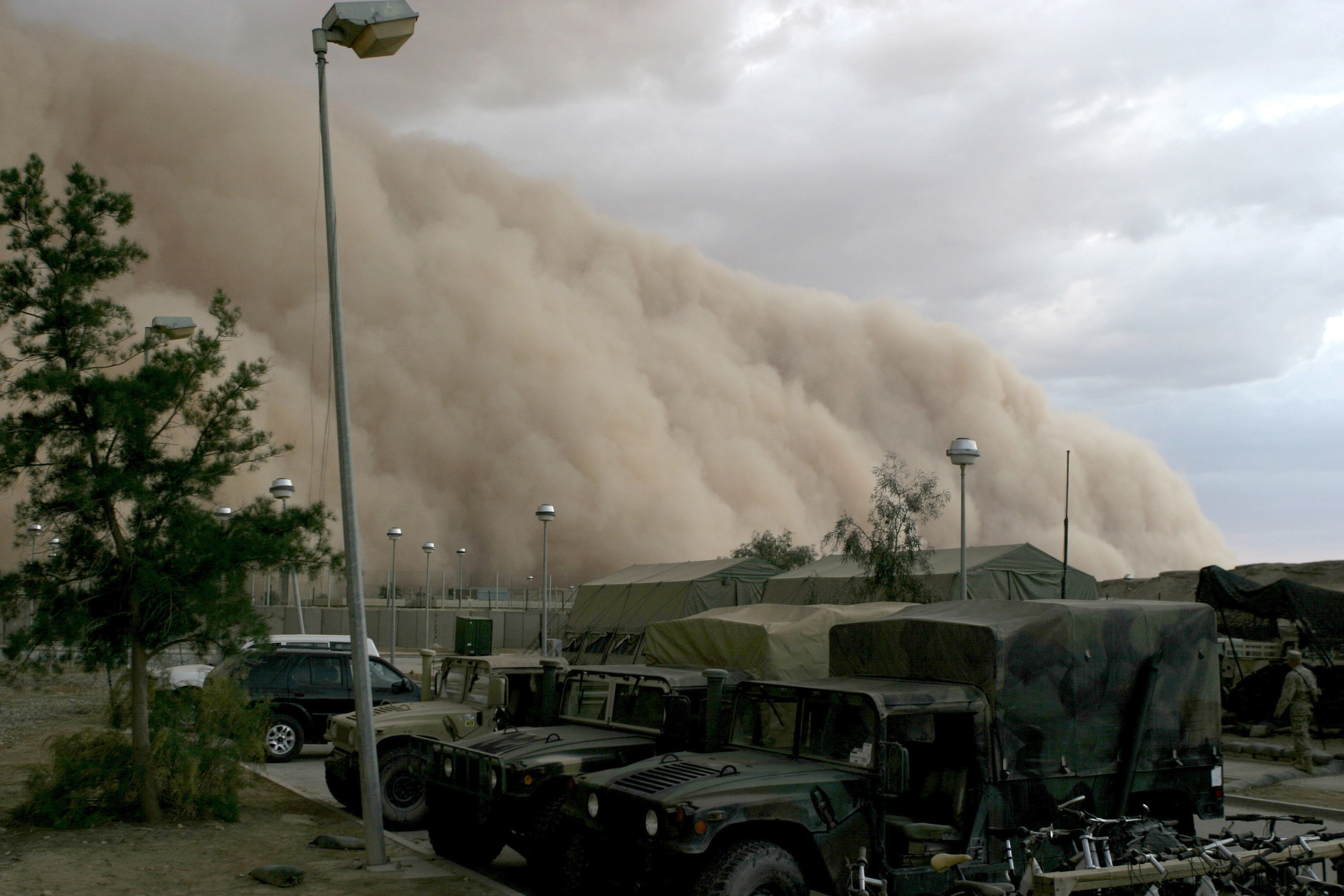
席卷伊拉克阿萨德的沙尘暴

夏季夏马风的季节被认为在6月至8月，也有研究发现夏季夏马风最常发生在5月至7月初之间。尽管夏季的夏马风通常被称为“120天的风”，但其持续性或持续时间尚未被过去的研究定量分析。
从伊朗经过的风暴将在当地山区扬起尘土到空中，当地最高气温会平均超过41°C。随后导致的沙尘暴深达数千英尺，风速可达每小时70公里，通常将持续三至五天，并导致交通与人类活动受阻。

### 冬天
冬季夏马风通常是因为冷锋过境后阿拉伯半岛上空高压区的增强，且波斯湾以东地区亦维持着一个深低压槽。这种情况将导致波斯湾上空出现持续长达5天的强劲北风，并会伴随低温天气，与伊拉克大雪。拉万岛和哈鲁尔岛等地往往有可能直接观测到冬季夏马风。
风通常持续24至36小时，并在12月至次年2月期间每月出现两到三次。而持续时间更久的夏马风——三到五天——则每个冬季仅发生一到两次，并将会伴随着非常强劲的风力和汹涌的海浪。

## 大众文化
- 在2003年国家地理小蜜蜂赛事（英语：National_Geographic_Bee）中，有一道跟夏马风相关的问题。
- 在电视剧《杀戮一代》中，一场由夏马风引发的沙尘暴摧毁了美军陆战队在2003年伊拉克入侵期间的营地。